# Iglesia de la Natividad de Nuestra Señora (Sagunto)
La iglesia parroquial de la Natividad de Nuestra Señora de Sagunto, también conocido como iglesia de Santa María, constituye un bien de interés cultural, añadido el 25 de octubre de 1982.

## Descripción
Se trata de un templo de tres naves, la central más alta que las laterales, con el ábside hacia el Este. Se descompone en cuatro tramos cubiertos por bóvedas de crucería. A lo largo de las paredes norte y sur existen unas capillas, dos por cada uno de los tres primeros tramos y una en el cuarto que es más corto. La separación entre las naves es mediante arcos formeros de medio punto, menos en el cuarto tramo en el que son apuntados. Los arcos se apoyan sobre columnas octogonales. El campanario es de ladrillo, sobre una base de sillares.

## Historia
La construcción del templo se inició en 1334 sobre la antigua mezquita mayor. Inicialmente se realizó el ábside y la nave hasta el penúltimo tramo y la puerta lateral del lado del Evangelio, y la portada del lado noroeste también es del siglo XIV.
La portada del lado sudeste se añadió en el siglo XV. Las intervenciones de los siglos XVI y XVII aportaron elementos barrocos, siendo revocadas las bóvedas.
En 1702 se edificó un campanario de sillar que fue desmantelado entre 1808 y 1904.
En 1799 se añadieron las escalinatas con balaustrada que da acceso a la portada noroeste. Se considera que el material para este elemento pudo proceder del Teatro.
Entre 1905 y 1913 se construyó el campanario actual, edificando en ladrillo sobre la base de sillares del anterior.
Durante la guerra civil española el templo perdió casi todos sus bienes muebles, salvando parte de un retablo, los Gozos de la vida de la Virgen, del siglo XVII. El acondicionamiento del edificio llevó a la pérdida del revoque barroco de las naves. El retablo superviviente de la Guerra Civil fue restaurado entre 2007 y 2012.

## Campanas
Hay un conjunto de siete campanas, que son las siguientes:
- El Cimboriet (1768)
- San Tarsici (1948)
- Santa Eulalia (1948)
- La Tereseta (1948)
- Crist Rei (1948)
- Dels Patrons (1948)
- La Maria (1948)

Las cuatro antiguas campanea grandes que se instalaron a inicios del siglo XX cuando se inauguró el nuevo campanario de Santa María se llamaban Santa Maria, Santíssim Rosari, Sants Patrons Abdon i Senent y Sant Miquel. Había además dos de menor tamaño, una llamada de la Bona Mort y la de 1768 que aún es conserva y conocida como el Cimboriet.

## Galería

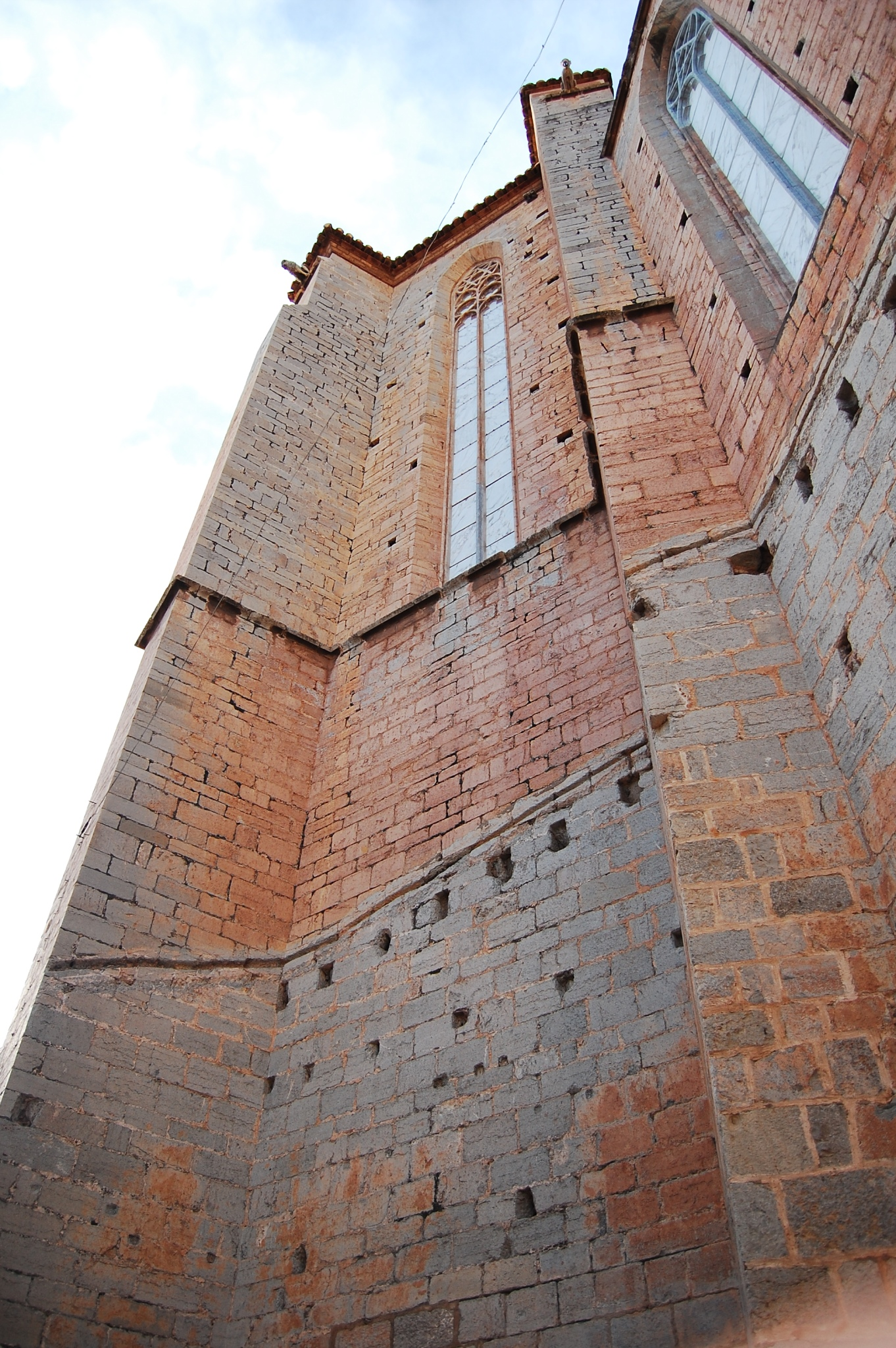
Fachada.
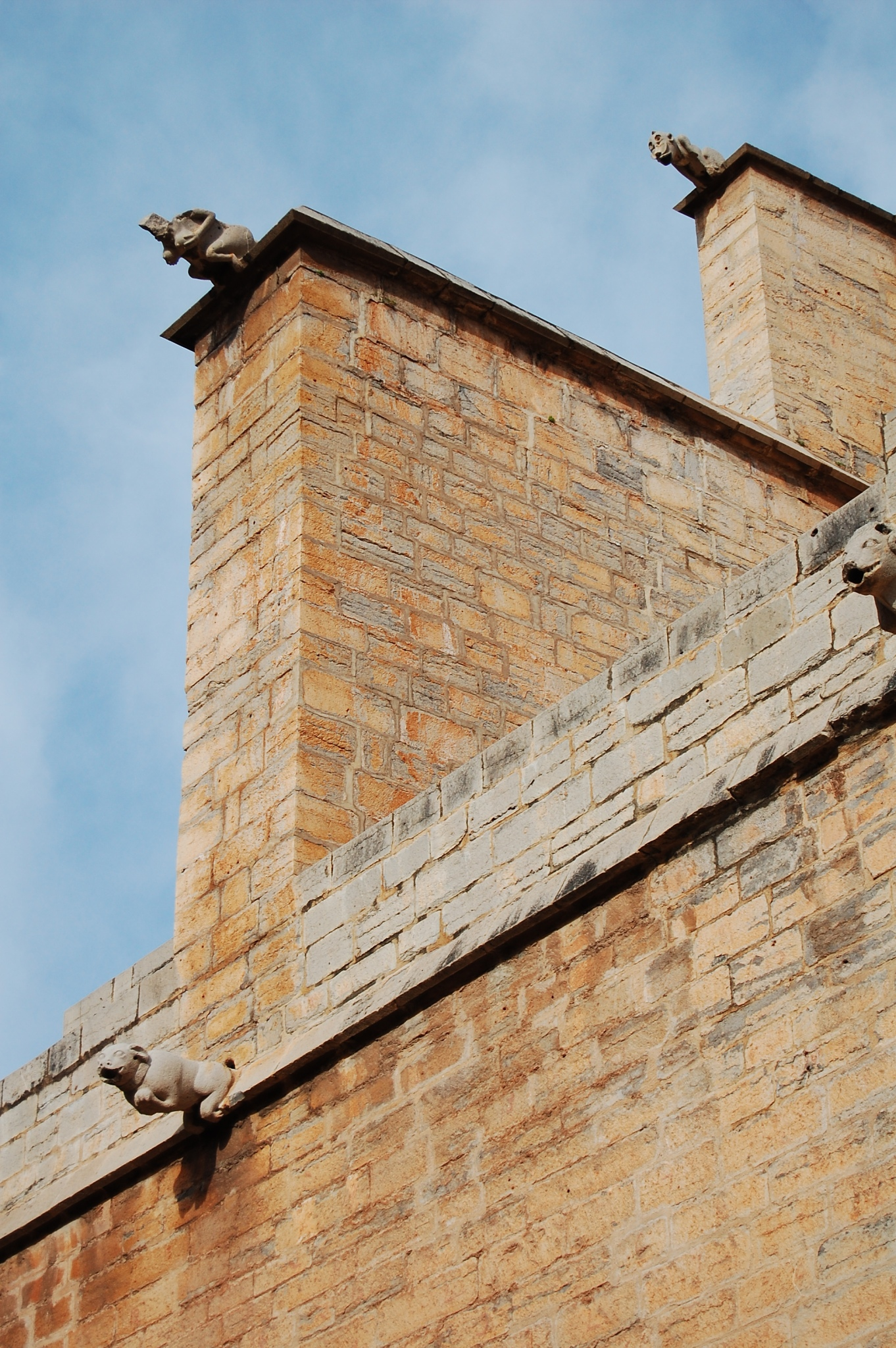
Contrafuertes.
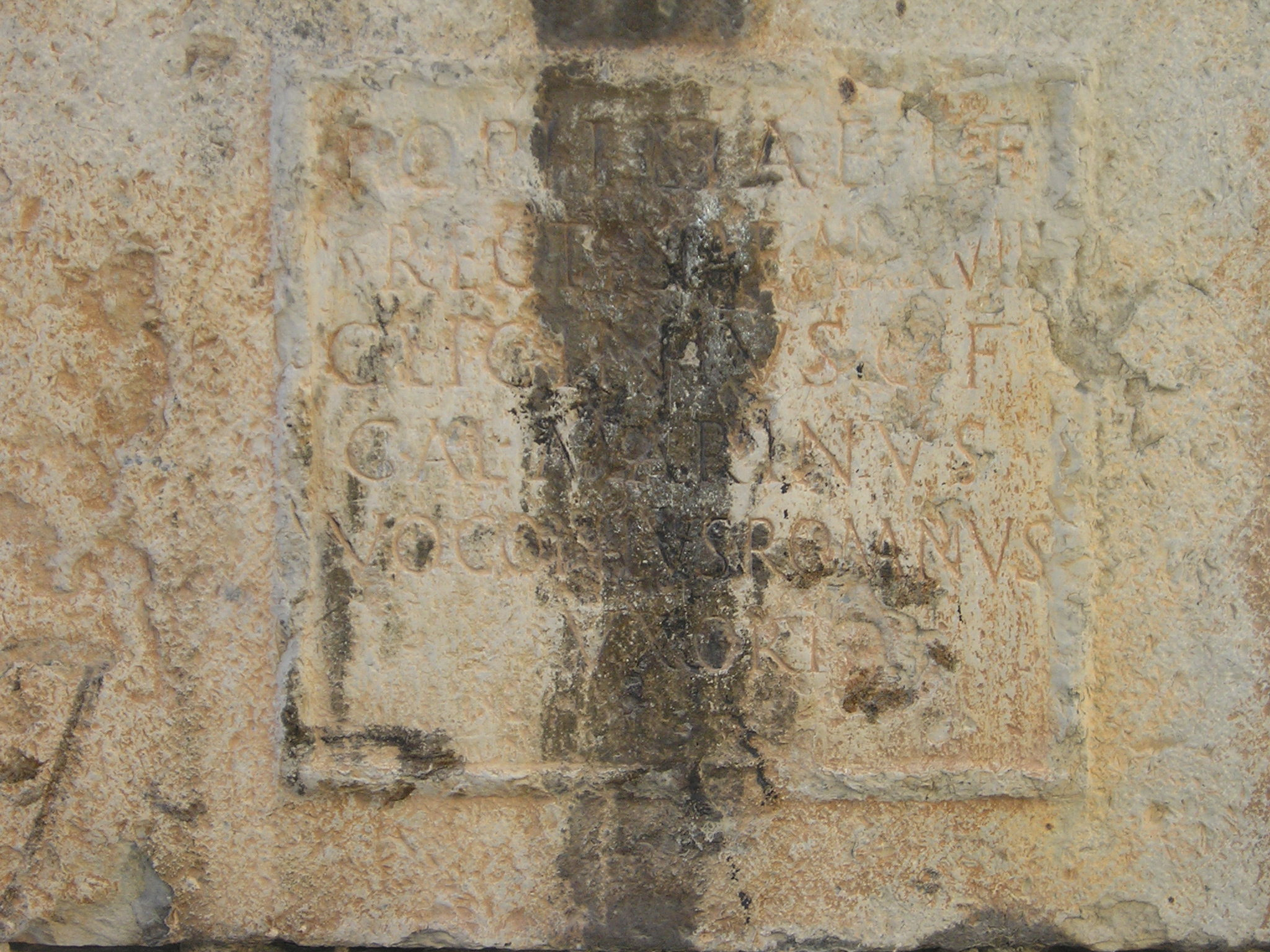
Epitafio romano empotrado en el muro, correspondiente a la inscripción CIL II2/14, 367.